# Strada europea E04

Il segnale identificativo dell'E4 nel tratto in Svezia

La E4 è una strada europea di classe A che collega Tornio in Finlandia a Helsingborg in Svezia.

## Denominazione
La denominazione della strada rappresenta un'eccezione nel sistema delle strade europee. Trattandosi di una dorsale nord-sud, essa avrebbe dovuto acquisire la denominazione E55 a partire dalla riforma del 1992. L'eccezione è stata permessa dal momento che le spese necessarie al cambio di segnaletica sarebbero state particolarmente onerose (in Svezia sono presenti anche cartelli che indicano come arrivare sulla E4, oltre a quelli presenti lungo la strada stessa). La denominazione E55 caratterizza invece la strada che da Helsingborg prosegue verso la città greca di Calamata attraverso Danimarca, Germania, Repubblica Ceca, Austria ed Italia.

## Caratteristiche
La sua lunghezza complessiva è pari a 1 590 chilometri (990 mi): di questi, appena 800 metri sono in territorio finlandese, mentre il resto è interamente situato sul suolo svedese.
Le seguenti città sono collegate dalla E4: Tornio, Haparanda, Luleå, Piteå, Skellefteå, Umeå, Örnsköldsvik, Härnösand, Sundsvall, Hudiksvall, Söderhamn, Gävle, Uppsala, Märsta, Stoccolma, Nyköping, Norrköping, Linköping, Jönköping, Ljungby, Helsingborg. Al capolinea, il porto di Helsingborg, è possibile imbarcarsi verso la città danese di Elsinore proseguendo così sulla strada europea E55.
A sud di Gävle il limite di velocità è di 110 o 120 km/h, mentre a nord di Gävle i limiti sono alternati fra i 90, i 100 ed i 110 km/h.
Tra Haparanda e Sundsvall la E4 passa internamente alle città come normali vie cittadine.

## Percorso
| E4 TORNIO-HELSINGBORG |                       |                                 |                  |
| Stato                 | Tipologia             | Tratto                          | Interconnessioni |
|                       |                       | Tornio                          | E8               |
|                       |                       | Haparanda                       |                  |
|                       | Töre                  | E10                             |                  |
|                       | Luleå                 | E10                             |                  |
| autostrada            | Notviken              |                                 |                  |
| autostrada            | Piteå                 |                                 |                  |
|                       | Umeå                  | E12                             |                  |
| autostrada            | Timrå                 |                                 |                  |
|                       | Sundsvall             | E14                             |                  |
| autostrada            | Njurundabommen        |                                 |                  |
| autostrada            | Hudiksvall            |                                 |                  |
| autostrada            | Söderhamn             |                                 |                  |
| autostrada            | Gävle                 | E16                             |                  |
|                       | Uppsala               |                                 |                  |
|                       | Märsta                | Aeroporto di Stoccolma-Arlanda  |                  |
|                       | Stoccolma Kista       | E18                             |                  |
|                       | Stoccolma Järva Krog  | E18                             |                  |
|                       | Stoccolma Norrtull    | E20                             |                  |
|                       | Södertälje            | E20                             |                  |
|                       | Norrköping            | E22                             |                  |
|                       | Jönköping             |                                 |                  |
|                       | Helsingborg Kropp     | E6, E20                         |                  |
|                       | Helsingborg           | E6, E20                         |                  |
| autostrada            | Helsingborg Elineberg |                                 |                  |
| porto                 | Helsingborg porto     | E47, E55 → Elsinore (Danimarca) |                  |